# Crystal Lake, Iowa
Crystal Lake là một thành phố thuộc quận Hancock, tiểu bang Iowa, Hoa Kỳ. Năm 2010, dân số của thành phố này là 250 người.

## Dân số
Dân số qua các năm:
- Năm 2000: 285 người.
- Năm 2010: 250 người.